# Eviota punyit
Eviota punyit là một loài cá biển thuộc chi Eviota trong họ Cá bống trắng. Loài này được mô tả lần đầu tiên vào năm 2016.

## Từ nguyên
E. punyit được đặt theo tên của đảo Pulau Punyit (Brunei), nơi loài cá này lần đầu tiên được công nhận là khác biệt với loài họ hàng Eviota sebreei.

## Phạm vi phân bố và môi trường sống
E. punyit có phạm vi phân bố rải rác ở vùng biển Ấn Độ Dương - Thái Bình Dương. Loài cá này được tìm thấy ở ngoài khơi phía bắc Biển Đỏ và phía nam vịnh Oman, băng qua Seychelles và Maldives, về phía đông đến vùng biển ngoài khơi Brunei; phía nam quần đảo Ryukyu (Nhật Bản); đảo Halmahera và quần đảo Raja Ampat (Indonesia), cũng như dọc theo rạn san hô Great Barrier của Úc. E. punyit sinh sống gần các rạn san hô ở độ sâu khoảng từ 12 đến 45 m.

## Mô tả
Chiều dài cơ thể tối đa được ghi nhận ở E. punyit là 1,9 cm. Đầu và thân có một dải sọc màu đỏ nổi bật trải dài từ mõm sau đến cuối cuống đuôi; càng về đuôi, sọc này càng sẫm màu, đôi khi là màu hạt dẻ hoặc hơi nâu. Dọc theo rìa trên của dải đỏ này là các vạch đốm màu trắng. Nửa phía trước của gáy hơi có màu đỏ với dải sọc trắng. Nửa trên của đầu màu nâu đỏ, nửa dưới màu trắng nhạt. Hai sọc khác màu băng qua mắt: sọc trên màu trắng sáng và sọc dưới màu vàng, giáp với rìa của đồng tử. Gốc vây đuôi có một đốm đen, được bao quanh bởi một đốm màu ánh vàng với rìa ánh màu trắng. Tất cả các vây đều trong suốt.
Số gai ở vây lưng: 7; Số tia vây ở vây lưng: 8 - 9; Số gai ở vây hậu môn: 1; Số tia vây ở vây hậu môn: 7 - 8; Số tia vây ở vây ngực: 15 - 17.